# Prinses Marthakust

Locatie van Koningin Maudland op Antarctica

De Prinses Marthakust of Kroonprinses Märthakust (Noors: Kronprinsesse Märtha Kyst) is het deel van de kust van Koningin Maudland dat ligt tussen 5° OL en de tong van de Stancomb-Willsgletsjer (20° WL). In het oosten grenst de kust aan de Prinses Astridkust en in het westen aan de Cairdkust, toebehorend tot het Brits Antarctisch Territorium.
De hele kustlijn is bedekt met ijsplaten met ijsranden die een hoogte van 20 tot 25 meter bereiken. Oorspronkelijk werd de naam Kroonprinses Marthaland gebruikt voor dit deel van de kust door de Noorse luchtvaartpionier Hjalmar Riiser-Larsen (1890-1965), die het gebied tijdens de Norvegia-expedities (jaren 1920 en 1930) ontdekte en het in februari 1930 met behulp van luchtfoto's in kaart bracht. De naam verwees naar kroonprinses Märtha van Zweden. Na de formele inbezitname van de Antarctische sector door Noorwegen in januari 1939, werd de naam gebruikt voor de kuststrook, terwijl het achterland werd aangeduid als Koningin Maudland.
In het oostelijke deel, 235 kilometer landinwaarts, ligt het Noors onderzoeksstation Troll. De Explora Escarpment is een onderzeese rug die zich voor de kust bevindt.